# ساحة خشامر (القطن)
'

تعديل مصدري - تعديل

ساحة خشامر هي إحدى قرى عزلة القطن بمديرية القطن التابعة لمحافظة حضرموت، بلغ تعداد سكانها 561 نسمة حسب تعداد اليمن لعام 2004.